# خواجه‌محمد توی‌چی‌یف
خواجه‌محمد توی‌چی‌یف (زاده ۱۶ ژانویه ۱۹۹۲) وزنه‌بردار اهل ترکمنستان است، او در وزن ۱۰۹+ کیلوگرم به رقابت می‌پردازد. او در المپیک ۲۰۱۶, پنجم و در بازی‌های آسیایی ۲۰۱۴ و ۲۰۱۸ چهارم شد. او در سال‌های ۲۰۱۶ و ۲۰۱۷ در مسابقات قهرمانی وزنه‌برداری آسیا دو مدال به دست آورد.
توی‌چی‌یف وزنه‌برداری را در سال ۲۰۰۵ شروع کرد. وی دارای مدرک مربیگری از انستیتوی ملی ورزش و جهانگردی ترکمنستان است.

## نتایج
| سال                      | مکان                         | رویداد                   | یک‌ضرب                    | یک‌ضرب                    | یک‌ضرب                    | یک‌ضرب                    | دوضرب                    | دوضرب                    | دوضرب                    | دوضرب                    | مجموع                    | رتبه                     |
| سال                      | مکان                         | رویداد                   | ۱                        | ۲                        | ۳                        | رتبه                     | ۱                        | ۲                        | ۳                        | رتبه                     | مجموع                    | رتبه                     |
| به نمایندگی از ترکمنستان | به نمایندگی از ترکمنستان     | به نمایندگی از ترکمنستان | به نمایندگی از ترکمنستان | به نمایندگی از ترکمنستان | به نمایندگی از ترکمنستان | به نمایندگی از ترکمنستان | به نمایندگی از ترکمنستان | به نمایندگی از ترکمنستان | به نمایندگی از ترکمنستان | به نمایندگی از ترکمنستان | به نمایندگی از ترکمنستان | به نمایندگی از ترکمنستان |
| بازی‌های المپیک           | بازی‌های المپیک               | بازی‌های المپیک           | بازی‌های المپیک           | بازی‌های المپیک           | بازی‌های المپیک           | بازی‌های المپیک           | بازی‌های المپیک           | بازی‌های المپیک           | بازی‌های المپیک           | بازی‌های المپیک           | بازی‌های المپیک           | بازی‌های المپیک           |
| ------------------------ | ---------------------------- | ------------------------ | ------------------------ | ------------------------ | ------------------------ | ------------------------ | ------------------------ | ------------------------ | ------------------------ | ------------------------ | ------------------------ | ------------------------ |
| ۲۰۱۶                     | ریو دو ژانیرو، برزیل         | ۱۰۵+ ک‌گ                  | ۱۹۳                      | ۱۹۳                      | ۱۹۳                      | —                        | —                        | —                        | —                        | —                        | —                        | —                        |
| ۲۰۲۱                     | توکیو، ژاپن                  | ۱۰۹+ ک‌گ                  | ۱۸۴                      | ۱۸۸                      | ۱۹۰                      | ۴                        | ۲۳۰                      | ۲۳۵                      | ۲۴۱                      | ۶                        | ۴۱۴                      | ۴                        |
| قهرمانی جهان             |                              |                          |                          |                          |                          |                          |                          |                          |                          |                          |                          |                          |
| ۲۰۱۱                     | پاریس، فرانسه                | ۱۰۵+ ک‌گ                  | ۱۷۰                      | ۱۷۰                      | ۱۷۷                      | ۱۹                       | ۲۱۰                      | ۲۱۸                      | ۲۲۳                      | ۱۳                       | ۳۹۵                      | ۱۴                       |
| ۲۰۱۵                     | هیوستون، ایالات متحده آمریکا | ۱۰۵+ ک‌گ                  | ۱۸۵                      | ۱۹۰                      | ۱۹۳                      | ۱۱                       | ۲۲۶                      | ۲۳۳                      | ۲۳۸                      | ۶                        | ۴۲۸                      | ۹                        |
| ۲۰۱۷                     | آناهایم، ایالات متحده آمریکا | ۱۰۵+ ک‌گ                  | ۱۸۰                      | ۱۸۴                      | ۱۸۴                      | ۱۱                       | ۲۲۵                      | ۲۳۱                      | ۲۳۷                      | ۸                        | ۴۱۵                      | ۹                        |
| ۲۰۱۸                     | عشق‌آباد، ترکمنستان           | ۱۰۹+ ک‌گ                  | ۱۸۷                      | ۱۸۷                      | ۱۹۴                      | ۱۱                       | ۲۳۵                      | ۲۴۰                      | ۲۴۵                      | 3                        | ۴۲۷                      | ۶                        |
| ۲۰۱۹                     | پاتایا، تایلند               | ۱۰۹+ ک‌گ                  | ۱۸۰                      | ۱۸۷                      | ۱۸۹                      | ۱۷                       | ۲۳۵                      | ۲۴۲                      | —                        | ۴                        | ۴۲۲                      | ۹                        |
| بازی‌های آسیایی           |                              |                          |                          |                          |                          |                          |                          |                          |                          |                          |                          |                          |
| ۲۰۱۴                     | اینچئون، کره جنوبی           | ۱۰۵+ ک‌گ                  | ۱۸۵                      | ۱۸۵                      | ۱۸۹                      | ۶                        | ۲۲۰                      | ۲۲۶                      | ۲۳۲                      | ۵                        | ۴۱۵                      | ۵                        |
| ۲۰۱۸                     | جاکارتا، اندونزی             | ۱۰۵+ ک‌گ                  | ۱۸۵                      | ۱۹۰                      | ۱۹۵                      | ۴                        | ۲۳۰                      | ۲۳۵                      | ۲۴۰                      | ۴                        | ۴۲۵                      | ۴                        |
| قهرمانی آسیا             |                              |                          |                          |                          |                          |                          |                          |                          |                          |                          |                          |                          |
| ۲۰۱۶                     | تاشکند، ازبکستان             | ۱۰۵+ ک‌گ                  | ۱۷۵                      | ۱۸۵                      | ۱۹۰                      | 3                        | ۲۲۰                      | ۲۳۰                      | ۲۳۷                      | 3                        | ۴۲۷                      | 2                        |
| ۲۰۱۷                     | عشق‌آباد، ترکمنستان           | ۱۰۵+ ک‌گ                  | ۱۸۵                      | ۱۹۱                      | ۱۹۷                      | 1                        | ۲۳۰                      | ۲۳۶                      | ۲۴۱                      | 3                        | ۴۲۷                      | 3                        |
| ۲۰۱۹                     | نینگبو، چین                  | ۱۰۹+ ک‌گ                  | ۱۸۰                      | ۱۸۷                      | ۱۹۱                      | ۴                        | ۲۲۵                      | ۲۳۱                      | ۲۳۴                      | 3                        | ۴۲۱                      | 3                        |
| یونیورسیاد               |                              |                          |                          |                          |                          |                          |                          |                          |                          |                          |                          |                          |
| ۲۰۱۳                     | کازان، روسیه                 | ۱۰۵+ ک‌گ                  | ۱۷۵                      | ۱۸۲                      | ۱۸۷                      | ۶                        | ۲۱۸                      | ۲۲۵                      | ۲۳۰                      | ۵                        | ۴۰۷                      | ۵                        |